# Arachniodes yixinensis
Arachniodes yixinensis là một loài dương xỉ trong họ Dryopteridaceae. Loài này được Ching & Y.T. Hsieh mô tả khoa học đầu tiên năm 1984.